# Epinephelus tauvina
Epinephelus tauvina és una espècie de peix de la família dels serrànids i de l'ordre dels perciformes.

## Morfologia
Els mascles poden assolir els 75 cm de longitud total.

## Distribució geogràfica
Es troba des del Mar Roig fins a Sud-àfrica, Pitcairn, Japó i Nova Gal·les del Sud (Austràlia).